# Okrug Podunavlje
| Подунавски округ Podunavski Okrug | Подунавски округ Podunavski Okrug |
|                                   |                                   |
| --------------------------------- | --------------------------------- |
| Staat:                            | Serbien                           |
| Fläche:                           | 1.248 km²                         |
| Einwohner:                        | 226.589 (2002)                    |
| Hauptstadt:                       | Smederevo                         |

Podunavlje (serbisch Подунавски округ, Podunavski okrug) ist ein serbischer Verwaltungsbezirk im Norden des serbischen Kernlands.
Er ist flächenmäßig der kleinste aller serbischen Bezirke.

## Okrug
Die Gemeinden und ihre Verwaltungsstädte im Okrug Podunavlje:
| Gemeinde            | Serbische Bezeichnung                                     | Verwaltungssitz     |
| ------------------- | --------------------------------------------------------- | ------------------- |
| Smederevo           | Opština Smederevo / Општина Смедерево                     | Smederevo           |
| Smederevska Palanka | Opština Smederevska Palanka / Општина Смедеревска Паланка | Smederevska Palanka |
| Velika Plana        | Opština Velika Plana / Општина Велика Плана               | Velika Plana        |

## Einwohner
Dieser Bezirk hat laut der Volkszählung 2002 eine Einwohnerzahl von 226.589. Der Hauptverwaltungssitz ist die Stadt Smederevo.

## Geschichte
Smederevo war die Hauptstadt Serbiens im 14. Jahrhundert, dort stand der Palast des serbischen Fürsten Đurađ Branković. Der Palast wurde im Jahre 1430 fertiggestellt und umfasst den Palast selbst, die Kapelle und das Haus der Königsfamilie. Beim alten Stadtfriedhof steht eine alte Kirche aus dem 14. Jahrhundert, die zeitweilig als Schatzkammer der Königsfamilie diente.

## Wirtschaft
Smederevo besitzt sowohl für den Bezirk als auch landesweit wirtschaftliche Bedeutung, denn einige der führenden Unternehmen haben ihren Sitz in der Stadt. Dazu zählen metallverarbeitende Betriebe, z. B. „Zelvoz“, das Technologien für Personentransporte entwickelt, und „Fragram“, das Baumaschinen, Bagger und Kräne herstellt. Hinzu kommen „Tehnogas“, „Jugopetrol“ und „Lasta“ als Unternehmen, die bei der dynamischen Entwicklung der Wirtschaft des Bezirks eine wichtige Rolle spielen.
Koordinaten: 44° 36′ N, 20° 54′ O